# Zeller See
Pour l’article homonyme, voir Zeller See (Untersee).
Le Zeller See est un lac d'eau douce des Alpes autrichiennes. Il tire son nom de la ville de Zell am See, située sur une petite saillie sur le lac.

## Dimensions
Le lac a une longueur de 3,8 kilomètres pour une largeur d'un kilomètre et demi. Situé à une altitude de 750 mètres, sa profondeur maximum est de 69 mètres.

## Hydrologie
Le lac est alimenté par de nombreux ruisseaux, mais un seul en découle, qui se jette dans la Salzach.
C'est près de Schüttdorf (de), à son extrémité sud, que le lac est le moins profond, ce qui permet la croissance d'herbes aquatiques, rendant cette partie du lac impropre à la baignade et interdisant toute navigation.
En hiver, le lac gèle complètement et est utilisé pour les sports d'hiver alors qu'en été, il sert pour la navigation de plaisance. Cependant, à l'exception des ferries qui relient Zell à Thumersbach (de), les bateaux propulsés par des moteurs à combustion ne sont pas autorisés.

## Population piscicole
Le Zeller See est peuplé de différentes variétés de poissons, principalement du poisson blanc (Coregonus). Les espèces les plus communes sont le brème, le gardon, le brochet et la perche.

## Liens externes

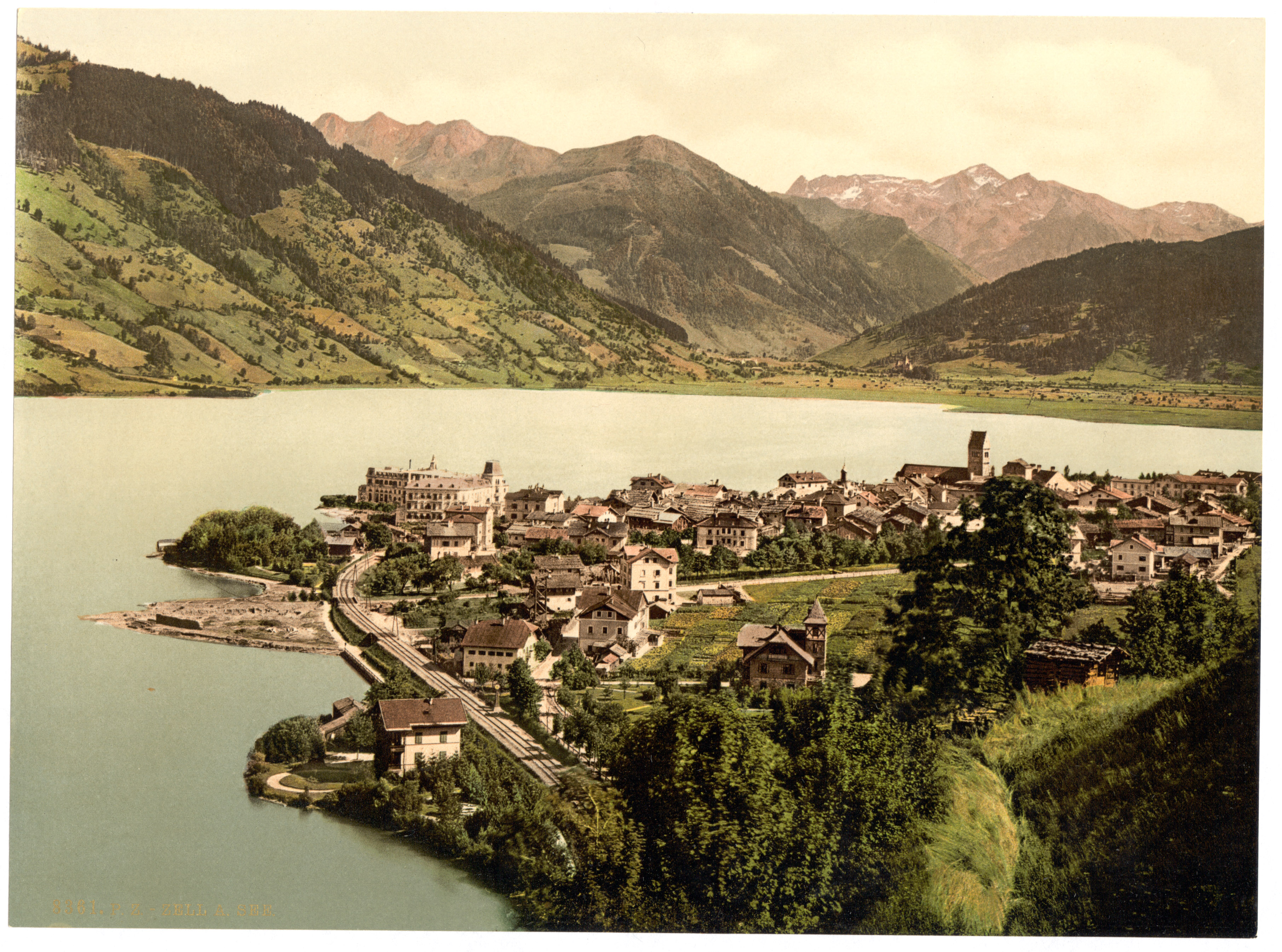
Le Zeller See et la ville de Zell am See vers 1900.